# Смордва
Смордва́ — село в Україні, у Бокіймівській сільській громаді Дубенського району Рівненської області. Населення становить 1175 осіб.

## Географія
У селі бере початок річка Безіменна.

## Історія
За переказами село колись носило назву Смердва, Смородва. Перша згадка датується 1545 роком в описі луцького замку, де була городня землянина Хомецького зі Смордви.
Є кілька легенд стосовно виникнення назви села. Найпоширенішою вважається та, в якій говориться, що перші поселенці зазнавали нападу хижих звірів, особливо вовків. Щоб якось застерегтися від них, жителі зробили за селом кілька шибениць, на яких повісили цих хижаків. Таким чином сморід від трупів вовків врятував людей від небезпеки. А похідне від слова «сморід» — Смордва.
Крім того існує перелік справ, пов'язаних зі селом Смордвою у 16 столітті переважно кримінальних.
Крім того село згадується в 1570 році, коли частково належало Петрові і Титові Хомякам, останній був луцьким міським суддею, а в 1583 році Тихонові та Петрові Хомякам.

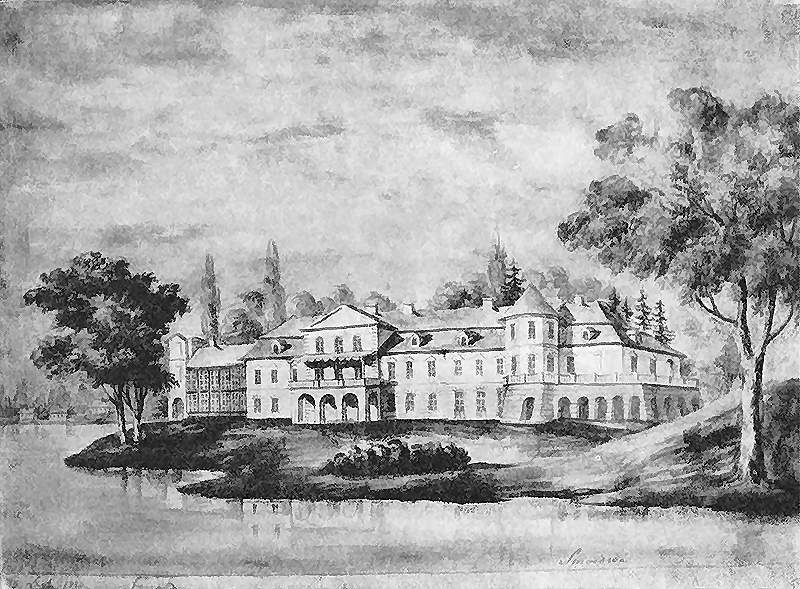

Наприкінці 19 століття в селі було 107 будинків і 1002 мешканців, мурована церква 1787 року на місці старої дерев'яної, невідомо коли збудованої. Тоді ж Смордва належала Янушу Ледуховському.
Тугор — найдавніша вулиця села. Саме тут, серед парку поблизу ставка, розташовувався колись палац панів Ледухівських. На жаль, від палацової споруди, яку сто років тому вважали однією з найкрасивіших на Волині, не залишилось й сліду. На його місці побудовано приміщення, яке зараз використовується під будинок культури.
Поблизу села знаходився точка дуги Струве, один з 256 тріангуляційних вимірювальних пунктів, які утворювали 258 тріангуляційних трикутників, а також 60 додаткових пунктів. Служила для визначення параметрів Землі, її форми та розміру.
За переписом 1911 році у Смордві — 1346 жителів, крамниця, гуральня (45019 відер річної продукції) і горілчана крамниця. Поміщику Андрієві Ледуховському належало тоді 2585 десятин земель в селі. На полях біля села було 5 курганів.
Належало до Млинівської волості, Дубенського повіту, Волинської губернії.
7 (20) листопада 1917 року, відповідно до Третього Універсалу Української Центральної Ради, увійшло до складу Української Народної Республіки.
За час окупації фашисти вивезли на каторжні роботи 150 чол. (в основному молодь), вбили 44 жителі. Ще 62 смордвівчани загинули на фронтах. Чимало бійців полягло і при визволенні села на початку 1944 року. Повністю визволено Смордву 19 березня 1944 року. В пам'ять про загиблих земляків споруджено обеліск.
У свій час в селі побували імениті воєначальники Ворошилов та Будьоний (1920 р.), перший секретар ЦК Компартії України — Микита Хрущов (1940). У 1940 у селі було створено перший у районі колгосп ім. Сталіна. Тоді всі землі, будинки та майно пана Ледухівського стали колгоспною власністю. У 1950 році до колгоспу приєднали артіль ім. 17 вересня села Клин.
Восени 2014 провалилась земля на полі — під нею виявили підземний хід, який йшов від палацу Ледуховських, зведеного за проектом Генріка Марконі. Хід змушені були засипати теперішні власники обійстя через часту появу непроханих гостей.
Статую середньовічного лицаря (без голови) відкопали на городі мешканці села 2015 року.

## Органи влади
Після 2016 року Смордва увійшла до Бокіймівської сільської громади.
12 червня 2020 року, відповідно до розпорядження Кабінету Міністрів України № 722-р від «Про визначення адміністративних центрів та затвердження територій територіальних громад Рівненської області», увійшло до складу Бокіймівської сільської громади.
19 липня 2020 року, в результаті адміністративно-територіальної реформи та ліквідації Млинівського району, село увійшло до складу Дубенського району.

## Освіта
Смордівіська загальноосвітня школа І-ІІІ ступенів

## Релігія
Церква Різдва Пресвятої Богородиці — архітектурна пам'ятка XVIII ст., збудована у 1787 році — найстаріша в районі. Фундаторами храму були пани Ледухівські, тому зведений храм на католицький манер.

## Уродженці села
- Дейнека Святослав Євгенович – український науковець, доктор медичних наук, професор. Народився 25 липня 1964 р. у с. Смордва Млинівського району Рівненської області. У  1987 р. з відзнакою закінчив Чернівецький державний медичний інститут за спеціальністю «Лікувальна справа». З 1987 р. – старший лаборант, 1988 – асистент, 1994 – старший викладач, 1996 – доцент, 2001 – професор. З вересня 2001 р. – завідувач кафедри мікробіології та вірусології Буковинського державного медичного університету. Автор понад 250 наукових праць. Його біографія і фото опубліковані   в енциклопедичному виданні «Випускників славетних імена»  до 70-річчя Буковинського державного медичного університету. (Юхим Гусар).
- Довгалюк Олександр Панасович — український художник, вчитель, засновник художньої школи.
- Кірись Олексій Сергійович  —український військовик, учасник російсько-української війни.[5]
- Романюк Анатолій Іванович (1948—2022) — артист Волинського академічного обласного українського музично-драматичного театру імені Т. Г. Шевченка, народний артист України (2008).